# Каспари, Отто
Отто Каспари (нем. Otto Caspari; 24 мая 1841, Берлин — 28 сентября 1917, Хайдельберг) — немецкий историк и философ.
Профессор философии в Гейдельберге. Примыкая к Гербарту и Лотце, Каспари был представителем критического эмпиризма, подчеркивая разницу, но вместе с тем и возможность примирения между субъективным и объективным факторами познания.
Важнейшие сочинения Каспари:
- Leibnitz Philosophie beleuchtet vom Gesichtspunkt der physikalischen Grundbegriffe von Kraft und Stoff (1870);
- Die Urgeschichte der Menschheit (1877);
- Grundprobleme der Erkenntnissthätigkeit (1876—1879);
- Das Erkenntnissproblem (1881);
- Der Zusammenhang der Dinge (1881);
- Hermann Lotze (1883);
- Drei Essays über Grund- und Lebensfragen der philosophischen Wissenschaft (1886).